# Ferreries (Tortosa)
Ferreries és un barri de la ciutat de Tortosa, al Baix Ebre, situat a la dreta del riu Ebre.
Antigament era una illa, de 5 km de llarg i 2 km d'ample, però els sediments al·luvials del riu van acabar cobrint el braç dret, entre els segles xiv i xv. Era coneguda com l'illa de Gènova o illa de Sant Llorenç dels Genovesos.

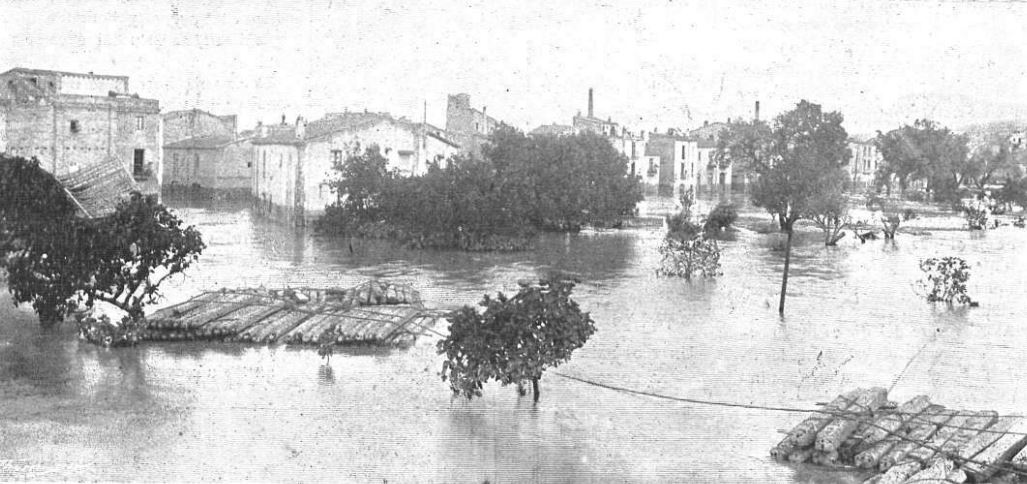
Aiguats de 1907

Durant la conquesta de Tortosa el 1148, el comte Ramon Berenguer IV va contractar uns soldats mercenaris genovesos. Com a recompensa els va donar l'illa, amb dues terceres parts per l'Església de Sant Llorenç de Gènova i una tercera part per la República de Gènova. El 1150 la República de Gènova va lliurar la seva part a l'Església de Sant Llorenç. Es va mantenir en poder genovès fins que el 1289 es va vendre al bisbe de Tortosa.
L'historiador tortosí Enrique Bayerri manté la hipòtesi que Cristòfor Colom era de Ferreries, sobre la base del seu passat genovès i als nombrosos cognoms Colom d'origen jueu que consten als fogatges del segle xiv.